# 科尔沁草原
科尔沁（Horqin grassland，Kerqin Steppe）又稱喀爾沁、克爾沁，源自蒙古语，意即“弓箭手”，蒙古高原草原-內蒙古草原-东北草原的一部份。早期的蒙古族科尔沁部，其活动地区今称科尔沁草原，科尔沁草原涵盖今兴安、通辽和赤峰毗连的大片区域。

## 地理
科尔沁草原位于西辽河、教来河沖積平原之上，地处华北平原和东北平原交汇处。中心区域位于今内蒙古自治区兴安盟和通辽两地，辐射区域为兴安和通辽周边地区，包括内蒙古赤峰与锡林郭勒盟，黑龙江、吉林与辽宁省以及蒙古国。科尔沁地区属温带大陆性气候，土壤以灰色草甸土为主。

## 经济交通
现在的科尔沁地区盛产玉米、辣椒、蔬菜、黄牛、草地白鹅、鸭等。拥有中国五大露天煤矿之一的霍林河煤矿和通辽发电厂。区内森林覆盖率达到20%以上，同时由于从清朝末年开始的农垦，科尔沁草原一部分变成了中国四大沙地中的科尔沁沙地。
通辽位于环渤海经济圈，距沈阳285公里，距北京860公里。公路、铁路、航空交通便利。